# Почётный орден Жёлтой звезды
Почётный орден Жёлтой звезды — высшая государственная награда Суринама.

## История
Орден Жёлтой звезды был учреждён 17 мая 1977 года для награждения граждан страны и иностранцев за заслуги перед народом Суринама.
Президент Суринама является Великим магистром ордена и носит орденскую цепь как символ своей власти. В феврале 2012 года знаком Великого магистра — орденской цепью был пожалован также президент Экваториальной Гвинеи Обианг, как первый африканский правитель, посетивший Суринам.
Военное награждение обозначается мечами.

## Степени
Орден Жёлтой звезды состоит из пяти классов и двух медалей:
- Кавалер Большой ленты — знак ордена на чрезплечной ленте, звезда ордена на левой стороне груди.
- Великий офицер — знак ордена на шейной ленте, звезда ордена на левой стороне груди.
- Командор — знак ордена на шейной ленте.
- Офицер — знак ордена на нагрудной ленте с розеткой.
- Кавалер — знак ордена на нагрудной ленте.
- Золотая медаль — золотая медаль на нагрудной ленте.
- Серебряная медаль — серебряная медаль на нагрудной ленте.

## Описание

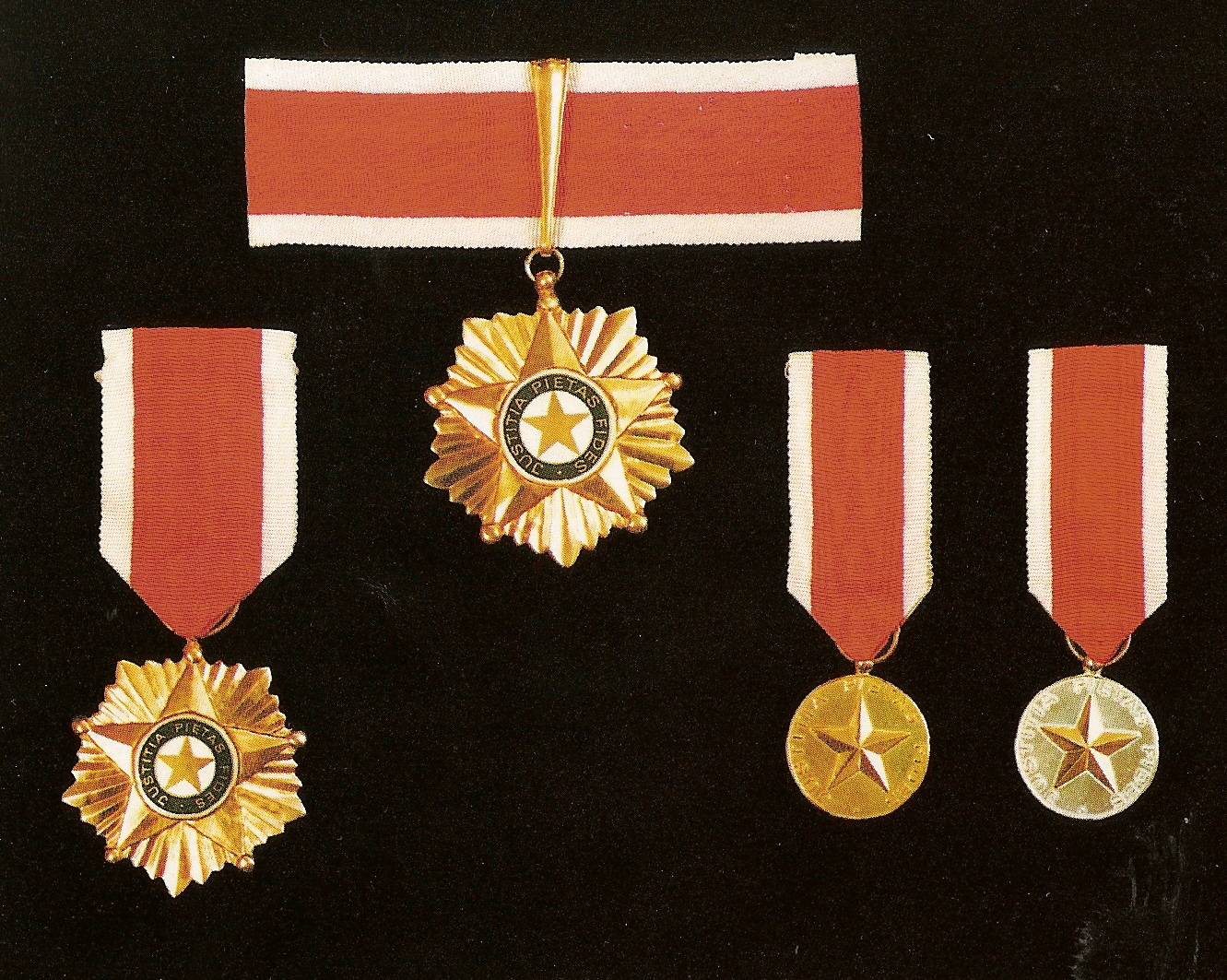
Инсигнии ордена

### Орденская цепь — знак Великого магистра

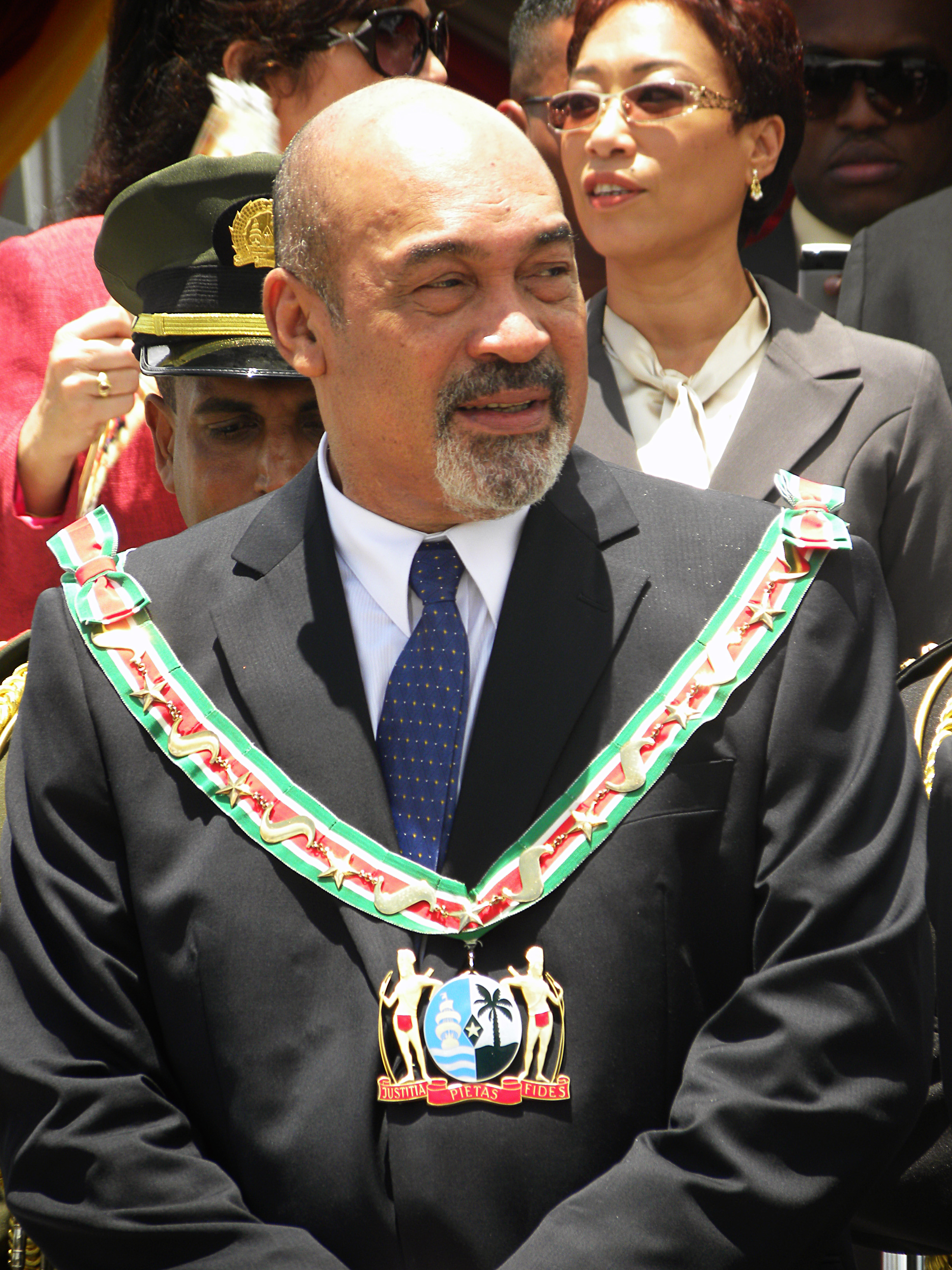
Президент Суринама Дези Баутерсе с орденской цепью на груди

Золотой знак ордена в виде резного государственного герба в цветных эмалях, подвешенный к орденской цепи. Орденская цепь состоит из чередующихся звеньев в виде пятиконечных двугранных звездочек и волнообразного элемента «S», соединённых между собой одинарной цепочкой. Цепь наложена на шёлковую муаровую ленту цветов государственного флага, имеющую два банта для крепления на плечах носителя.

### Знак ордена
Знак ордена — золотая пятиконечная звезда с двугранными лучами и шариками на концах. Между лучей штралы, состоящие из пяти разновеликих двугранных заострённых лучиков, расположенных пирамидально. В центре звезды круглый медальон с двойной каймой. В медальоне на эмали белого цвета изображение пятиконечной золотой звезды. На кайме зелёной эмали с внешним кантом белой эмали надпись: «JUSTITIA — PIETAS — FIDES».

### Звезда ордена
Звезда золотая восьмиконечная, формируемая пучками разновеликих двугранных заострённых лучиков. В центре звезды медальон, как в знаке ордена.

### Медаль
Медаль изготавливается из позолоченного серебра или чистого серебра в зависимости от класса.
В центре медали пятиконечная звезда с двугранными лучиками, вокруг которой надпись: «JUSTITIA — PIETAS — FIDES».

### Лента
Лента ордена шёлковая муаровая красного цвета с белыми полосками по краям.